# Desa Sindangjaya (administrativ by i Indonesien, Jawa Barat, lat -6,09, long 107,13)
Desa Sindangjaya är en administrativ by i Indonesien.   Den ligger i provinsen Jawa Barat, i den västra delen av landet, 30 km öster om huvudstaden Jakarta.